# Эстри

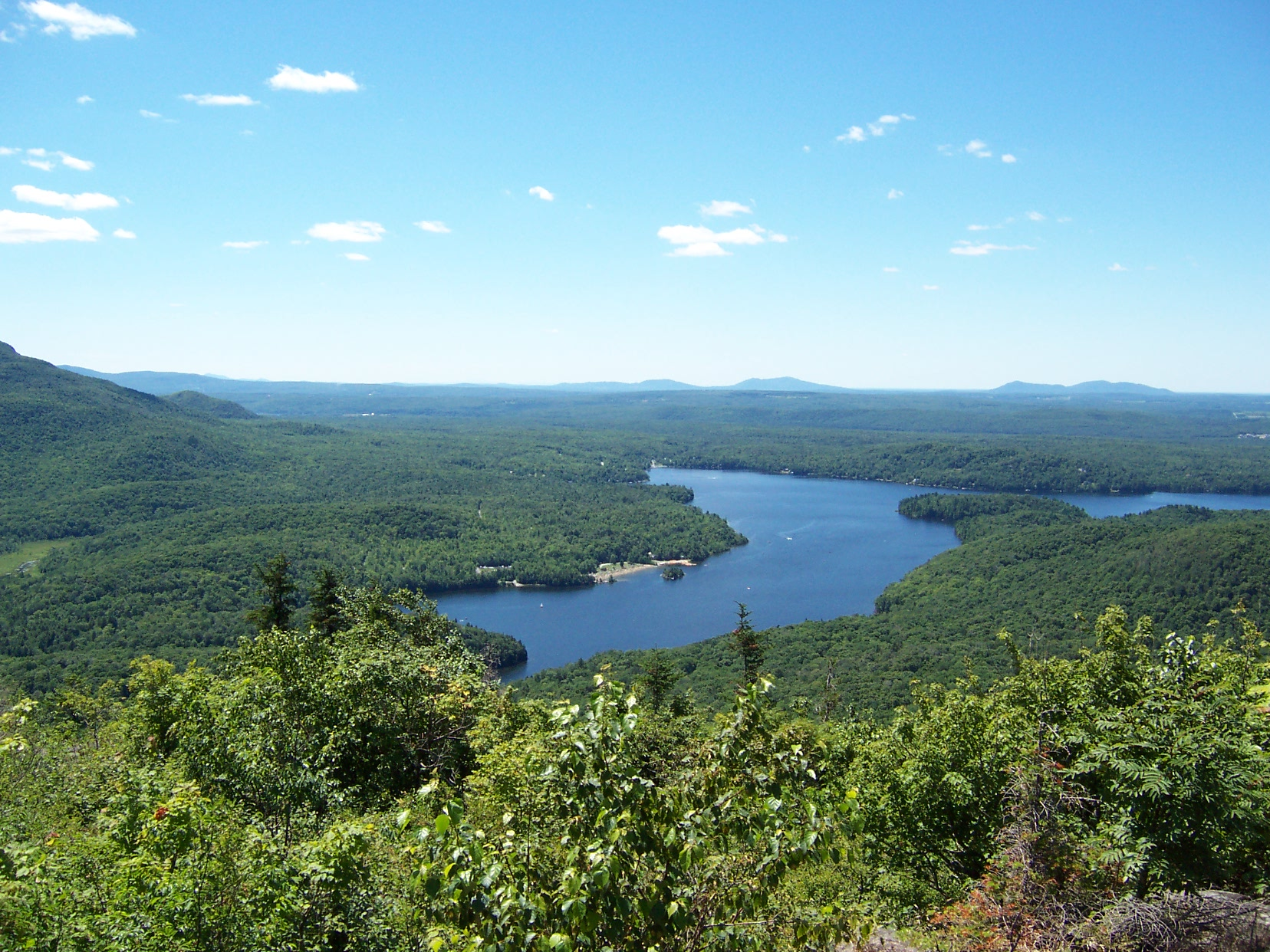
Озеро в Эстри

Эстри (фр. L'Estrie) — административный регион провинции Квебек в современной Канаде. Эстри является ядром историко-культурной области, известной под названием Восточные кантоны. Площадь Эстри 10 209,4 км² (3 941,87 кв. миль), население по данным переписи 2006 г. — 298 779 жителей. Административный центр — город Шербрук с населением около 150 тыс. человек.

## История
Территория Эстри и их столицы — города Шербрук долгое время была заселена индейскими племенами ирокезов и алгонкинов. В ходе французской колонизации Канады XVII—XVIII вв., долины реки Святого Лаврентия и её притоков, в частности реки Святого Франциска, вошли в состав французских колониальных владений, получивших название Новая Франция. Несмотря на свою территориальную принадлежность, регион впоследствии ставший Восточными кантонами, не был заселён французскими колонистами и оставался покрытым лесами, в которых кочевали немногочисленные индейские племена.
Британская оккупация, сменившая французский режим в 1760-х гг., в первые десятилетия никак не отразилась на жизни региона — он продолжал оставаться неосвоенным и безлюдным, хотя не так далеко — в долине реки Святого Лаврентия, продолжали сохраняться очаги франкоканадского хозяйствования, оставшиеся на месте бывших сеньорий, полуфеодальных наделов, розданных королевской властью местной знати.
Ситуация в корне изменилась лишь после Американской войны за независимость, завершившейся в 1783 г., после чего группы пробритански настроенных лоялистов решили переселиться на территорию Канады, по-прежнему подконтрольную режиму.
Британское правительство всячески поощряло переселение англоязычных переселенцев, в том числе из самой Великобритании с целью покорить и окончательно ассимилировать франкоканадцев.
Первые группы лоялистов расселились в Верхней Канаде (территория современной провинции Онтарио, в Нью-Брансуике, а также в долине Св. Франциска. В 1780—1840-х гг. регион развивался как исключительно англоязычный: в отличие от соседних сеньорий, идущих вверх по обоим берегам реки, здесь возобладала британская система земельных наделов — грантов. В регионе распространялся протестантизм, а не католичество, появились первые города (Шербрук и Магог) с типично британской архитектурой.
Демаркация международных и внутриканадских границ, а также несколько замкнутое положение региона, зажатого между границей США с одной стороны и франкокандскими регионами с другой, привело к тому, что регион оказался в составе Нижней Канады, где преобладало франкоканадское население (на тот момент свыше 600 тыс. человек). Таким образом, англофоны Шербрука оказались в меньшинстве, хотя их абсолютная и относительная величина была значительной и даже увеличивалась вплоть до 1860-х гг. Англофоны основали и крупнейший в Эстри англоязычный университет Бишопс (буквально: Епископский) — один из трёх на территории франкоязычного Квебека (два других — университет Макгилла и университет Конкордия — расположены в Монреале, где до сих пор сохраняется значительное англоязычие, охватывающее до 25 % населения на острове Монреаль).

## Население
Современное население Эстри составляет порядка 300 тыс. человек, из которых 92,5 % — франкофоны, 4,5 % — англофоны, 3 % — аллофоны. Шербрук — четвёртый по величине город Квебека с населением 150 тыс. жителей, является столицей Эстри.
- Плотность населения: 29,5 чел./км²
- Рождаемость: 9,9 ‰ (2005)
- Смертность: 7,8 ‰ (2005)

## Экономика
Экономика Эстри в значительной степени ориентирована на торговлю с США и базируется главным образом на потенциале Шербрука. Шербрук — крупный железнодорожный узел Эстри. Также это некогда был крупный центр текстильной и трикотажной промышленности. Производство железнодорожного подвижного состава, оборудования для горнодобывающей и целлюлозно-бумажной промышленности. Электротехника, металлообработка.